# アソールト
アソールト (Assault) とは、アメリカ合衆国の競走馬である。
1946年のアメリカクラシック三冠を達成するなど活躍した。
名前は英語で「襲撃」（アサルト）の意。

## 生涯
当歳時に杭を踏み抜くという事故に遭い、安楽死は何とか免れたものの、右足が変形しいつも足を引きずっていた。その姿からびっこ、足曲がりと呼ばれていた。だが、足が不自由にもかかわらず活躍し、1946年アメリカ三冠を達成、人々は賞讃の意を込め「Club-footed Comet」（足曲がりの彗星）と呼んだ。
種牡馬としてはほとんど産駒を残せず事実上の不妊。その後、1971年9月1日に生まれ故郷キング・ランチで死亡、28歳であった。産駒は僅か2頭（いずれもクォーターホース）だが、母方を通じて子孫は現存する。
1971年アメリカ競馬殿堂入り。ブラッド・ホース誌による20世紀のアメリカ名馬100選では33位に選出。

## 戦績
2歳時にベルモントパーク競馬場でデビューしたアソールトは初戦を12着と惨敗し。4戦目で勝ち上がるもののこの年は9戦2勝で終えた。2勝目のフラッシュステークスは11番人気の大穴だった。翌年はフリーハンデキャップでいきなり勝ち上がると、続くウッドメモリアルステークスも快勝した。ケンタッキーダービーでは、前走ダービートライアルステークスで4着に負けていたことから4番人気に過ぎなかった。だが、先行策から直線抜け出すと、前走負けたスパイソングに着差レコードとなる8馬身差を付け圧勝。さらにプリークネスステークスも快勝すると、ベルモントステークスではスタート直後に躓くというアクシデントがありながら3馬身差でアメリカ競馬史上7頭目の三冠を達成した。その後はなかなか勝てないレースが続くも、年末のピムリコスペシャルステークスではスタイミーを破り、さらにウェストチェスターハンデキャップにも優勝するとこの年の米年度代表馬に選ばれた。
翌年はいきなり5連勝するもアームドとのマッチレースで故障してしまい、以後は出走回数を減らしていく。その後も全盛期の力を取り戻すことなく、7歳時のハリウッドゴールドカップ7着を最後に引退した。

## 年度別競走成績
- 1945年（9戦2勝）
- 1946年（15戦8勝、米年度代表馬、最優秀3歳牡馬）
  - ケンタッキーダービー、プリークネスステークス、ベルモントステークス、ピムリコスペシャルステークス
- 1947年（7戦5勝）
  - サバーバンハンデキャップ、ブルックリンハンデキャップ
- 1948年（2戦1勝）
- 1949年（5戦1勝）
  - ブルックリンハンデキャップ
- 1950年（3戦1勝）

## 血統表
| アソールトの血統（スウィンフォード系／Commando4×5=9.4%） | アソールトの血統（スウィンフォード系／Commando4×5=9.4%） | アソールトの血統（スウィンフォード系／Commando4×5=9.4%） | （血統表の出典）   | （血統表の出典） |
| 父 Bold Venture 1933 栗毛                                | 父の父St.Germans 1921 鹿毛                               | Swynford                                                 | John o'Gaunt       | John o'Gaunt     |
| 父 Bold Venture 1933 栗毛                                | 父の父St.Germans 1921 鹿毛                               | Swynford                                                 | Canterbury Pilgrim |                  |
| 父 Bold Venture 1933 栗毛                                | 父の父St.Germans 1921 鹿毛                               | Hamoaze                                                  | Torpoint           | Torpoint         |
| 父 Bold Venture 1933 栗毛                                | 父の父St.Germans 1921 鹿毛                               | Hamoaze                                                  | Maid of the Mint   |                  |
| 父 Bold Venture 1933 栗毛                                | 父の母Possible 1920 栗毛                                 | Ultimus                                                  | Commando           | Commando         |
| 父 Bold Venture 1933 栗毛                                | 父の母Possible 1920 栗毛                                 | Ultimus                                                  | Running Stream     |                  |
| 父 Bold Venture 1933 栗毛                                | 父の母Possible 1920 栗毛                                 | Lida Flush                                               | Royal Flush        | Royal Flush      |
| 父 Bold Venture 1933 栗毛                                | 父の母Possible 1920 栗毛                                 | Lida Flush                                               | Lida H.            |                  |
| 母 Igual 1937 栗毛                                       | 母の父Equipoise 1928 栗毛                                | Pennant                                                  | Peter Pan I        | Peter Pan I      |
| 母 Igual 1937 栗毛                                       | 母の父Equipoise 1928 栗毛                                | Pennant                                                  | Royal Rose         |                  |
| 母 Igual 1937 栗毛                                       | 母の父Equipoise 1928 栗毛                                | Swinging                                                 | Broomstick         | Broomstick       |
| 母 Igual 1937 栗毛                                       | 母の父Equipoise 1928 栗毛                                | Swinging                                                 | Balancoire         |                  |
| 母 Igual 1937 栗毛                                       | 母の母Incandescens 1931 栗毛                             | Chicle                                                   | Spearmint          | Spearmint        |
| 母 Igual 1937 栗毛                                       | 母の母Incandescens 1931 栗毛                             | Chicle                                                   | Lady Hamburg       |                  |
| 母 Igual 1937 栗毛                                       | 母の母Incandescens 1931 栗毛                             | Masda                                                    | Fair Play          | Fair Play        |
| 母 Igual 1937 栗毛                                       | 母の母Incandescens 1931 栗毛                             | Masda                                                    | Mahubah F-No.4-c   |                  |

- 曽祖母Masdaの全弟にMan o' Warがいる。
- 甥のProve Outは1973年のジョッキークラブゴールドカップとウッドワードステークスの優勝馬で、ウッドワードステークスではSecretariat相手に勝利を収めている。